# ذا ثري دي أو كومباني
ذا ثري دي أو كومباني (بالإنجليزية: The 3DO Company)‏ هي شركة أمريكية مطورة لألعاب الفيديو، تأسست عام 1991. تم حل الشركة في 2003.
من ألعابها : أبطال القوى والسحر 2.

## وصلات خارجية
- 3DO.com on September 26, 2003 (courtesy of Internet Archive Wayback Machine)
- 3DO.com index at Internet Archive Wayback Machine
- 3DO profile on موبي جيمز
- ذا ثري دي أو كومباني في قاعدة بيانات الأفلام على الإنترنت